# Бруно Урлић
Бруно Урлић (Сарајево, 11. новембар 1975) је босанскохерцеговачки виолиниста и музички продуцент. Тренутно је члан бенда Масима Савића, а бивши члан гаражне рок групе Забрањено пушење.

## Биографија
Урлић је рођен и одрастао у Сарајеву, а родитељи су му били музичари. У родном граду завршава нижу и средњу музичку школу.
Музичку академију у Сарајеву уписао је 1993. године, али се предомислио и убрзо прекинуо студирање због рата у Босни и Херцеговини. Дипломирао је виолину на Музичкој академији у Загребу 1998. године.

## Каријера
Године 1991. приступио је бенду поп рок групи Коса, где је свирао клавијатуре. У лето 1994. године одржао је концерт у сарајевској скуоштини са другим музичарима из града, када је изведем Моцартов Реквијем под диригентском палицом индијског диригента Зубина Мехте, а пренос је емитован уживо у 60 држава широм света. Као члан окрестра Бруно тада напушта Сарајево и након серије од тридесетак концерата широм Италије одлучује да се стално настани у Загребу.
Урлић се 1997. године придружио босанскохерцеговачкој рок групи Забрањено пушење. Свирао је на два студијска албума, Агент тајне силе (1999) и Бог вози Мерцедес (2001), као и на два албума уживо, Хапси све! (1998) и Live in St. Louis (2004). Напустио је бенд 2004. године и придружио се македонском бенду Ezerki & 7/8 из Загреба. Током лета 2013. године придружио се пратећем бенду Масима Савића.
Био је члан ромског џез квартета Дамира Кукурузовића и етно џез трија Мави Кан, групе које севдалинке. Током каријере сарађивао је са многим певачицма и певачицама као што су Раде Шербеџија, Зоран Предин, Северина, Хладно пиво, Дарко Рундек, Кемал Монтено, Хари Мата Хари, Црвена Јабука, Тоше Проески, Златан Стипишић и други.

## Дискографија

### Забрањено пушење
- Хапси све! (1998)
- Агент тајне силе (1999)
- Бог вози Мерцедес (2001)
- Хапси све! (1998)
- Live in St. Louis (2004)
- Ходи да ти чико нешто да (2006) (као гост)